# Iris Hesseling
Iris Hesseling (Oosterbeek, 1 juni 1987) is een Nederlands actrice en presentatrice. Ze kreeg bij het grote publiek vooral naamsbekendheid door haar rol als Amber Rosenbergh in de jeugdsoap Het Huis Anubis. Op de zender Nickelodeon presenteert ze verschillende programma's met onder anderen Anouk Maas, Stef Poelmans en Bart Boonstra. Hesseling werkt tegenwoordig op een theaterwerkplaats voor mensen met een autistische stoornis.

## Levensloop
Iris Hesseling groeide op in Oosterbeek. Al vroeg in haar jeugd acteerde ze in toneelstukken op school en later speelde ze ook toneel bij de Oosterbeekse toneelvereniging ATVO. Toen ze besloot om actrice te worden verhuisde ze naar Amsterdam om daar opleidingen te volgen. Hesseling woont tegenwoordig in Amsterdam.
Haar eerste succesvolle rol speelde ze in de televisieserie Het Huis Anubis als Amber Rosenbergh. Hesseling heeft inmiddels ook programma's gepresenteerd voor kinderzender Nickelodeon en is ambassadrice voor Kids for Animals.
Sinds 2017 presenteert ze het spelprogramma Snap Het op Nickelodeon samen met Vlaamse collega Stef Poelmans.
Op 20 november 2017 maakte Hesseling bekend dat ze in verwachting was. Op 16 mei 2018 beviel ze van een dochter. Op 31 augustus 2020 beviel ze van haar tweede dochter.
Op 6 januari 2018 was Hesseling, samen met Loek Beernink, Lucien van Geffen, Achmed Akkabi, Vreneli van Helbergen en Sven de Wijn te zien in de throwback aflevering van "Het Huis Anubis".

## Filmografie
| Film                        | Film                                        | Film             | Film              |
| Jaar                        | Titel                                       | Rol              | Opmerkingen       |
| --------------------------- | ------------------------------------------- | ---------------- | ----------------- |
| 2008                        | Anubis en het pad der 7 zonden              | Amber Rosenbergh | Hoofdrol          |
| 2009                        | Anubis en de wraak van Arghus               | Amber Rosenbergh | Hoofdrol          |
| 2010                        | Het Huis Anubis en de terugkeer van Sibuna  | Amber Rosenbergh | Hoofdrol          |
| 2014                        | Sinterklaas & Diego: Het Geheim van de Ring | Nienke           | Bijrol            |
| 2014                        | Triggers                                    | Tess             | Engelstalige film |
| 2017                        | 100% Coco                                   | Alicia           |                   |
| 2019                        | 100% Coco New York                          | Alicia           |                   |
| Televisie als actrice       |                                             |                  |                   |
| Jaar                        | Titel                                       | Rol              | Opmerkingen       |
| 2006-2009                   | Het Huis Anubis                             | Amber Rosenbergh | Vaste hoofdrol    |
| 2016                        | Danni Lowinski                              | Advocate         | Bijrol            |
| 2017                        | Jumbo-reclame                               | Caissière        |                   |
| 2017                        | De Ludwigs                                  |                  |                   |
| Televisie als presentatrice |                                             |                  |                   |
| Jaar                        | Titel                                       | Opmerkingen      | Opmerkingen       |
| 2007-2011                   | SuperNick                                   | 4 seizoenen      | 4 seizoenen       |
| 2010                        | De Kids Choice Awards in Amerika            |                  |                   |
| 2011-2012                   | Kids For Animals                            | 2 seizoenen      | 2 seizoenen       |
| 2011-2014                   | Nick Battle                                 | 3 seizoenen      | 3 seizoenen       |
| 2013                        | Tina Dag XL                                 |                  |                   |
| 2014-2018                   | Nick in de Box                              | 4 seizoenen      | 4 seizoenen       |
| 2014                        | Nick's strooigoedparade                     |                  |                   |
| 2017                        | Snap Het                                    |                  |                   |
| 2017                        | Grappenmakers                               |                  |                   |
| 2017-heden                  | Droomkamers                                 |                  |                   |
| 2019                        | Trowback Het Huis Anubis                    |                  |                   |

## Theater
| Jaar      | Titel                                         | Wat         | Rol                       |
| --------- | --------------------------------------------- | ----------- | ------------------------- |
| 2008-2009 | Anubis en de Graal van de Eeuwige Vriendschap | Theatershow | Amber Rosenbergh          |
| 2009-2010 | Anubis en de Legende van het Spooktheater     | Theatershow | Amber Rosenbergh          |
| 2011-2012 | Anubis en het Geheim van de Verloren Ziel     | Theatershow | Amber Rosenbergh          |
| 2023      | Studio 100 Sing Along                         | Theatershow | Zichzelf/Amber Rosenbergh |

## YouTube
| Jaar          | Titel                                       |
| ------------- | ------------------------------------------- |
| 2012 tot 2013 | Dierenweetjes van Iris                      |
| 2017          | Iris viert feest met verschillende culturen |
| 2017 tot 2018 | Het huis anubis Q&A met Iris                |
| 2018 tot 2019 | IVN natuur educatie met Iris                |

## Trivia
- Hesseling deed op 5, 8, 11, 22, 25 en 29 februari, 2 en 4 maart 2012 niet mee aan de show Anubis en Het Geheim van De Verloren Ziel vanwege persoonlijke omstandigheden. Haar rol werd overgenomen door Nathalie De Mey.
- Hesseling en Lucien van Geffen zijn de twee acteurs die het langste in Anubis gespeeld hebben, namelijk: van 2006 tot 2012.
- Hesseling steunde de Stichting De Opkikker door mee te doen aan de Kids Choice Award.
- In 2010 deed Hesseling verslag van de uitreiking van The Kids Choice Awards in Amerika. Dat deed ze voor kinderzender Nickelodeon.